# Federazione paulista di calcio a 5
La Federação Paulista de Futebol de Salão è la federazione dello stato di San Paolo, Brasile, che si occupa dell'amministrazione e dello sviluppo del calcio a 5.
Fondata il 14 giugno 1955 da 35 club di calcio a 5, è presto diventata una delle più importanti entità di questo sport, tanto che la codifica delle regole realizzata dall'allora membro della federazione Luiz Gonzaga de Oliveira nel 1956 furono posteriormente adottate anche dalla FIFUSA come regolamento universale di questo sport. La FPFS fu anche la responsabile, assieme all'organismo mondiale, dell'organizzazione del primo Campionato mondiale di calcio a 5.

## La fondazione
(Primo registro degli atti della FPFS)
I lavori per la costituzione della federazione impiegarono i dirigenti:
- Pedro Ortiz (Sport Club Corinthians Paulista)
- Rumi de Ranieri (Sociedade Esportiva Palmeiras)
- Habib Mahfuz (Associação Cristã de Moços de São Paulo)
- Raul Leite (Tênis Clube Paulista)
- João Venâncio Faria (Clube dos Advogados do Brasil)

### Club fondatori
- Associação Cristã de Moços - São Paulo
- Tênis Clube Paulista
- São Paulo Futebol Clube
- Minas Gerais Futebol Clube
- Associação Auxiliares de Turfe
- Clube Internacional de Regatas de Santos
- Associação Atlética São Paulo
- Centro Recreativo Vergueiro
- Associação Esportiva dos Cronistas de São Paulo
- Clube Atlético Ypiranga
- Senac Futebol Clube
- Esporte Clube Pinheiros
- Clube Atlético Rhodia
- Clube de Regatas Tiête
- Clube Universitário
- ACM - Departamento de Educação Física
- São Carlos Clube
- Nacional Atlético Clube - São Paulo
- Clube Atlético Paulistano
- Tênis Clube de São José dos Campos
- Escola de Educação Física da Força Pública
- Sport Club Corinthians Paulista
- Sociedade Esportiva Palmeiras
- Clube dos Advogados de São Paulo
- Riviera Clube
- Associação Esportiva São José
- Esporte Clube Banespa
- Conceição Clube
- Clube Esportivo da Penha
- Clube Atlético Monte Líbano
- Esporte Clube Sírio
- Associação Atlética São Bento
- Associação dos Árbitros de São Paulo

## Il primo campionato
Il primo campionato della FPFS vidde ai nastri di partenza 33 club divisi in prima e seconda divisione:
| Primeira Divisão | Segunda Divisão |
| --- | --- |
| - Associação Desportiva Salete - Associação Portuguesa De Desportos - Bangu - Atlético Clube - Clube Universitário - Clube Dos Advogados - Clube Atlético Paulista - Esporte Clube Banespa - Esporte Clube Sírio - Grêmio Recreativo 3 De Maio - Minas Gerais Futebol Clube Nacional - Atlético Clube - São Paulo Futebol Clube - Sociedade Esportiva Palmeiras - Sport Clube Corinthians Paulista - Riviera Futebol De Salão - Tênis Clube Paulista | - Associação Auxiliares De Turfe - Associação Desportiva Vitor Viana Clube - Atlético Monte Líbano - Clube Aramaçan - Clube Esportivo Da Penha - Clube Recreativo Sotema - Éden Liberdade F.Clube - Esporte Clube Ideal - Fan Clube Futebol De Salão - General Motors Futebol Clube - Grêmio Rec.. Elevadores Atlas - Icaraí Clube - Lapeaninho Futebol Clube - Marrocos Clubes - Soc. Esportiva e Recreativa Ipiranga - Vulcan Clube |

## Cronologia dei presidenti della FPFS
- Habib Mahfuz (1955-1956)
- Luiz Gonzaga de Oliveira (1957-1976)
- Ciro Fontão de Souza (1977-1985)
- Feliz Lacava (1986-1988)
- Ciro Fontão de Souza (1989-in carica)

## Palmarès
- 3 Brasileiro de Seleções de Futsal: 1971, 1981, 1999
- 4 Brasileiro de Seleções Sub-20 de Futsal: 1970, 1980, 1988, 2000, 2006
- 2 Brasileiro de Seleções Infantil de Futsal: 1981, 1983
- 3 Brasileiro de Seleções de Futsal Femenino: 2002, 2004, 2006
- 1 Brasileiro de Seleções Sub-15 de Futsal: 2005